# Соєрвуд (Огайо)
Соєрвуд (англ. Sawyerwood) — переписна місцевість (CDP) в США, в окрузі Самміт штату Огайо. Населення — 1382 особи (2020).

## Географія
Соєрвуд розташований за координатами 41°1′57″ пн. ш. 81°26′55″ зх. д. / 41.03250° пн. ш. 81.44861° зх. д. (41.032379, -81.448640).  За даними Бюро перепису населення США в 2010 році переписна місцевість мала площу 2,64 км², з яких 1,93 км² — суходіл та 0,72 км² — водойми.

## Демографія
Згідно з переписом 2010 року, у переписній місцевості мешкало 1540 осіб у 658 домогосподарствах у складі 405 родин. Густота населення становила 583 особи/км².  Було 738 помешкань (279/км²).
Расовий склад населення:
| - 96,0 % — білих - 1,2 % — чорних або афроамериканців - 0,2 % — азіатів - 0,1 % — корінних американців |

До двох чи більше рас належало 2,0 %. Частка іспаномовних становила 1,2 % від усіх жителів.
За віковим діапазоном населення розподілялося таким чином: 19,7 % — особи молодші 18 років, 65,9 % — особи у віці 18—64 років, 14,4 % — особи у віці 65 років та старші. Медіана віку мешканця становила 44,1 року. На 100 осіб жіночої статі у переписній місцевості припадало 106,2 чоловіків;  на 100 жінок у віці від 18 років та старших — 104,8 чоловіків також старших 18 років.
Середній дохід на одне домашнє господарство  становив 42 822 долари США (медіана — 41 078), а середній дохід на одну сім'ю — 49 579 доларів (медіана — 49 336). Медіана доходів становила 47 321 долар для чоловіків та 23 750 доларів для жінок. За межею бідності перебувало 8,5 % осіб, у тому числі 0,0 % дітей у віці до 18 років та 11,4 % осіб у віці 65 років та старших.
Цивільне працевлаштоване населення становило 557 осіб. Основні галузі зайнятості: освіта, охорона здоров'я та соціальна допомога — 26,8 %, виробництво — 14,9 %, транспорт — 12,2 %, будівництво — 11,0 %.